# Giácomo Mancini
Giácomo Mancini (Pelotas, 12 de fevereiro de 1955) é um jornalista brasileiro que trabalhou na TV Bahia de Salvador, BA. É casado com a também jornalista Patrícia Nobre.

## Carreira
Começou sua carreira em 1975 como repórter da TV Tuiuti de Pelotas e do jornal Zero Hora.
Em 1986 foi para a TV Globo Rio de Janeiro onde esteve por dois anos. Trabalhou no Jornal da Globo com Eric Nepomuceno, Jefferson Barros e Geneton Moraes Neto.
Em 1987 voltou para Porto Alegre onde ficou um ano na RBS TV Porto Alegre.
Em 1988, convidado pela Rede Globo, foi para Fortaleza, onde permaneceu por nove anos trabalhando na TV Verdes Mares.
Em 1997 passou a ser repórter de rede da TV Bahia, afiliada à Rede Globo, onde permaneceu até 2019.
Em 2020, junto com Anna Valéria e Patrícia Nobre, passou a comandar o canal de comunicações do Projeto Tamar no Youtube. 